# Återkopplingseffekt (klimat)

Ett diagram som visar hur den globala uppvärmningen och olika återkopplingsmekanismer hänger ihop

En återkopplingseffekt gällande klimatet beskriver hur den globala uppvärmningen och relaterade klimatförändringar kan förstärka eller försvaga sig själv genom olika biologiska, kemiska och fysiska processer. När klimatet rubbas på ett eller annat sätt så leder det till olika effekter på klimatet som i sin tur påverkar olika processer, och när dessa sekundära processer påverkar den ursprungliga effekten på klimatet så kan man tala om en återkopplingsmekanism. Ett exempel är hur den globala uppvärmningen gör att glaciärer och havsisar smälter i allt större omfattning. När dessa smälter så absorberar hav och land mer värme eftersom de blir mörkare (de får lägre albedo), vilket förstärker den globala uppvärmningen och gör att snö och is smälter i en högre takt än tidigare.
Det finns två huvudsakliga kategorier av återkopplingar: positiva och negativa. Positiva återkopplingar förstärker sig själva, medan negativa återkopplingar dämpar sin egen effekt.

## Förstärkande återkopplingar

### Albedoeffekten
När ljusa delar av jordytan blir mörkare av olika anledning, t.ex. att snö och is försvinner så sänks områdenas albedo (reflexionsförmåga) och de absorberar mer energi från solens ljus, vilket i sin tur värmer upp ytorna. Albedoeffekten som fenomenet är känt som påverkar både is och snö på land och till havs. Att det handlar om en återkopplingseffekt kan man se på så vis att den globala uppvärmningen värmer upp världens hav, vilket leder till att havsisarna smälter snabbare. När is till havs smälter blottas det mörka havet under isen, vilket gör att solljuset värmer upp havet direkt (istället för att reflekteras tillbaka ut i rymden) vilket i sin tur förstärker den globala uppvärmningen.
Ett annat exempel på albedoeffekten är hur ett varmare klimat gör att buskar och träd letar sig in på den ryska, kanadensiska och skandinaviska tundran. Tundran - som huvudsakligen utgörs av snö - blir då mörkare och värms upp fortare än tidigare.

### Vattenånga
En av de starkaste växthusgaserna är vattenånga, den beräknas stå för ungefär 3/4 av den naturligt förekommande växthuseffekten (som skulle finnas även utan oss människor). Atmosfärens innehåll av vattenånga bestäms till största del av vilken temperatur som luften har: ju högre temperatur desto mer ånga kan luften hålla. Det är dessutom så att ett varmare klimat ökar avdunstningen av vatten, vilket också gör att luften innehåller mer vattenånga. När temperaturen på jorden ökar så ökar alltså också vattenångan, vilket leder till en starkare växthuseffekt och ännu mer vattenånga i atmosfären.

### Skogsbränder
Med ett varmare klimat ökar risken för gräs- och skogsbränder. Den globala uppvärmningen leder till mer extremt väder, t.ex. torka och åskoväder. Vädret torkar ut skogen och gör den mer lättantändlig, som gör att blixtarna sedan lätt kan sätta eld på skogen. Ett krympande snötäcke med en torr mark under bidrar också till en ökad risk för skogsbränder. När skogen sedan brinner frigörs koldioxid ut i luften, som spär på koncentrationen av växthusgaser i atmosfären. Skogarna är en stor kolsänka i form av träd och annan växtlighet som torv. Torven är intressant då den lagrat kol under flera hundra eller tusen år, vilket alltså innebär att även om skogen växer upp efter en skogsbrand så blir nettobalansen för kol negativ, då det tar mycket längre tid att återbilda torv. En ytterligare effekt av bränderna som driver på den globala uppvärmningen är att bränderna generar sot som lägger sig på snö, vilket gör snön mörkare och mer värmekänslig än ljusare snö.